# Rosie Perez
Rosa Maria Perez (New York, 6 september 1964) is een Amerikaans actrice van Puerto Ricaanse afkomst. Ze werd in 1994 genomineerd voor een Academy Award en een Golden Globe voor haar bijrol in Fearless en zowel in 1990, 1992 als 1993 voor een Emmy Award dankzij haar aandeel in de televisieserie In Living Color.
Perez is van oorsprong een danseres die vervolgens choreografe werd van onder andere Diana Ross en LL Cool J. Kenmerkend aan haar zijn haar nasale stemgeluid en zware Brooklyns accent. De actrice maakte haar filmdebuut in 1989 in Do the Right Thing (1989). Ze verscheen soms voor een of enkele afleveringen in een televisieserie (zoals 21 Jump Street en Frasier), maar heeft voornamelijk films achter haar naam.

Perez debuteerde in 2006 als regisseuse met Yo soy Boricua, pa'que tu lo sepas! ('Ik ben Boricia, dan weet je dat!'), een - anders dan de titel doet vermoeden - Engelstalige documentaire. Hierin gaat Perez met haar familie in op haar Puerto Ricaanse afkomst.
Perez trouwde in 1999 met scriptschrijver/regisseur Seth Zvi Rosenfeld, die haar regisseerde in A Brother's Kiss, King of the Jungle en in de televisiefilm SUBWAYStories: Tales from the Underground. Hun huwelijk eindigde in 2001. Perez hertrouwde in 2013 met Eric Hayes.

## Filmografie
| - The Flight Attendant (2020–22) - Birds of Prey (2020) - Inside the Rain (2019) - The Dead Don't Die (2019) - Active Adults (2017) - Five Nights in Maine (2015) - Puerto Ricans in Paris (2015) - Pitch Perfect 2 (2015) - Fugly! (2015) - The Hero of Color City (2014) - An American Education (2014, televisiefilm) - Gods Behaving Badly (2013) - The Counselor (2013) - Won't Back Down (2012) - Small Apartments (2012) - Pete Smalls Is Dead (2010) - The Other Guys (2010) - Exit 19 (2009, televisiefilm) - Pineapple Express (2008) - The Take (2007) - Just Like the Son (2006) - Lolo's Cafe (2006, televisiefilm - stem) - All the Invisible Children (2005) - Jesus Children of America (2005) | - Lackawanna Blues (2005, televisiefilm) - Copshop (2004, televisiefilm) - Exactly (2004) - From the 104th Floor (2003, stem) - One World Jam (2002, televisiefilm) - Riding in Cars with Boys (2001) - Human Nature (2001) - King of the Jungle (2000) - De weg naar El dorado (2000, stem) - The 24 Hour Woman (1999) - Louis & Frank (1998) - Perdita Durango (1997) - SUBWAYStories: Tales from the Underground (1997, televisiefilm) - A Brother's Kiss (1997) - In a New Light: Sex Unplugged (1995, televisiefilm) - Somebody to Love (1994) - It Could Happen to You (1994) - Fearless (1993) - Untamed Heart (1993) - White Men Can't Jump (1992) - Night on Earth (1991) - Criminal Justice (1990, televisiefilm) - Do the Right Thing (1989) |